# Вавилов, Иван Фёдорович
Иван Фёдорович Вавилов (18 октября 1897, Макарово, Саратовская губерния — 30 марта 1960, Симферополь) — советский энтомолог, фитопатолог. Директор Крымского сельскохозяйственного института (1944—1949). Кандидат биологических наук (1949).

## Биография
Родился 18 октября 1897 года в селе Макарово Саратовской губернии. Окончил Саратовский государственный университет (1927).
С 1936 года работал в Крымском сельскохозяйственном институте имени М. И. Калинина. В годы войны вместе с другими сотрудниками института был отправлен в эвакуацию в Баку, где являлся заведующим кафедры гистологии и эмбриологии Азербайджанского сельскохозяйственного института. После освобождения полуострова от нацистов и возвращения из эвакуации, Вавилов с 1944 по 1949 год являлся директором института Крымского сельхозинститута. Кроме того, с 1944 по 1959 год — заведующий кафедры зоологии энтомолог и фитопатолог, а с 1959 по 1960 год — кафедры защиты растений.
В сферу его научных интересов входило изучение борьбы с вредителями плодового сада.
Скончался 30 марта 1960 года в Симферополе.

## Награды и звания
- Орден Ленина[2]

## Научные труды
- Значение птиц в борьбе с вредными насекомыми Крымского полуострова // Труды Крымского сельскохозяйственного института. 1952. Т. 3;
- Распространение вредителей плодоводства в пределах Крымской области // Труды Крымского сельскохозяйственного института. 1957. Т. 4;
- Мероприятия по защите плодового сада от вредителей и болезней. Сф., 1958 (соавтор);
- Мероприятия по борьбе с вредителями и болезнями плодовых культур в Крыму // Развитие садоводства и виноградарства Крыма. Сф., 1959.